# Большая Голубая
Большая Голубая — река в России, протекает по Калачёвскому району Волгоградской области. Правый приток Дона, впадает в Цимлянское водохранилище.

## География
Большая Голубая начинается в балках на правобережье Дона, течёт на юго-восток. На реке находятся хутора Голубинский 2-й, Евлампиевский, а также в устье Большенабатовский и упразднённый Малонабатовский. Впадает в Дон в 538 км от устья последнего. Длина реки составляет 27 км, площадь водосборного бассейна — 720 км².

## Данные водного реестра
По данным государственного водного реестра России относится к Донскому бассейновому округу, водохозяйственный участок реки — Дон от впадения реки Хопёр до города Калач-на-Дону, без рек Хопёр, Медведица и Иловля, речной подбассейн реки — Дон между впадением Хопра и Северского Донца. Речной бассейн реки — Дон (российская часть бассейна).
Код объекта в государственном водном реестре — 5010300512107000009507.